# Pure Genius: Complete Atlantic Recordings 1952–1959
'Pure Genius: Complete Atlantic Recordings 1952–1959 – ośmiodyskowy box set amerykańskiego muzyka Raya Charlesa, wydany w 2005 roku. Na pierwszych sześciu płytach znajdują się wszystkie, ułożone w chronologicznej kolejności, utwory Raya nagrane w latach 1952–1959, w których był związany z wytwórnią Atlantic. W zestawie zawarte są jednak nie tylko piosenki w wersjach studyjnych, ale i część utworów nagranych podczas koncertów, które znajdują się na dysku siódmym. Cały materiał zarejestrowany w trakcie występów, z których pochodzą te piosenki, wydany został na dwóch innych albumach muzyka, Ray Charles in Person i Ray Charles at Newport. Płyta siódma składa się również z trzech wcześniej niepublikowanych utworów oraz alternatywnych wersji niektórych piosenek. Materiał bonusowy Pure Genius: Complete Atlantic Recordings 1952–1959 stanowi zawarte na ósmym dysku DVD przedstawiające cały koncert muzyka w ramach Newport Jazz Festival w 1960 roku, a także wywiad z Ahmetem Ertegünem, założycielem wytwórni Atlantic, producentem muzycznym i jednocześnie przyjacielem Charlesa.

## Lista utworów
Dysk 1
| 1.  | „The Sun’s Gonna Shine Again” (Charles)             | 2:38    |
|     |                                                     |         |
| 2.  | „Roll with My Baby” (Sweet)                         | 2:37    |
|     |                                                     |         |
| 3.  | „The Midnight Hour” (Sweet)                         | 3:02    |
|     |                                                     |         |
| 4.  | „Jumpin’ in the Mornin'” (Charles)                  | 2:48    |
|     |                                                     |         |
| 5.  | „It Should Have Been Me” (Curtis)                   | 2:43    |
|     |                                                     |         |
| 6.  | „Losing Hand” (Calhoun)                             | 3:14    |
|     |                                                     |         |
| 7.  | „Heartbreaker” (Nugetre)                            | 2:53    |
|     |                                                     |         |
| 8.  | „Sinner’s Prayer” (Fulson, Glenn)                   | 3:24    |
|     |                                                     |         |
| 9.  | „Mess Around” (Ertegün, Stone)                      | 2:42    |
|     |                                                     |         |
| 10. | „Funny (But I Still Love You)” (Charles)            | 3:15    |
|     |                                                     |         |
| 11. | „Feelin’ Sad” (Jones)                               | 2:51    |
|     |                                                     |         |
| 12. | „I Wonder Who” (Charles)                            | 2:50    |
|     |                                                     |         |
| 13. | „Don’t You Know” (Charles)                          | 2:57    |
|     |                                                     |         |
| 14. | „Nobody Cares” (Charles)                            | 2:40    |
|     |                                                     |         |
| 15. | „Ray’s Blues” (Charles)                             | 2:54    |
|     |                                                     |         |
| 16. | „I Got a Break Baby” (Walker)                       | 2:47    |
|     |                                                     |         |
| 17. | „Blackjack” (Charles)                               | 2:20    |
|     |                                                     |         |
| 18. | „I Got a Woman” (Charles, Richard)                  | 2:54    |
|     |                                                     |         |
| 19. | „Greenbacks” (Charles, Richard)                     | 2:52    |
|     |                                                     |         |
| 20. | „Come Back Baby” (Charles)                          | 3:06    |
|     |                                                     |         |
| 21. | „A Fool for You” (Charles)                          | 3:03    |
|     |                                                     |         |
| 22. | „This Little Girl of Mine” (Charles)                | 2:33    |
|     |                                                     |         |
| 23. | „Hard Times (No One Knows Better Than I)” (Charles) | 2:55    |
|     |                                                     |         |
| 24. | „Blues Hangover” (Glenn)                            | 2:19    |
|     |                                                     |         |
| 25. | „Mary Ann” (Charles)                                | 2:48    |
|     |                                                     |         |
| 26. | „Drown in My Own Tears” (Glover)                    | 3:21    |
|     |                                                     |         |
| 27. | „Hallelujah, I Love Her So” (Charles)               | 2:35    |
|     |                                                     |         |
| 28. | „What Would I Do Without You?” (Charles)            | 2:34    |
|     |                                                     |         |
|     |                                                     | 1:19:35 |
|     |                                                     |         |
Dysk 2
| 1.  | „Dawn Ray” (Charles)                        | 5:03    |
|     |                                             |         |
| 2.  | „The Man I Love” (Gershwin, Gershwin)       | 4:28    |
|     |                                             |         |
| 3.  | „Music, Music, Music” (Gershwin, Gershwin)  | 2:56    |
|     |                                             |         |
| 4.  | „Black Coffee” (Burke, Webster)             | 5:32    |
|     |                                             |         |
| 5.  | „Lonely Avenue” (Pomus)                     | 2:34    |
|     |                                             |         |
| 6.  | „I Want to Know” (Charles)                  | 2:11    |
|     |                                             |         |
| 7.  | „Leave My Woman Alone” (Charles)            | 2:41    |
|     |                                             |         |
| 8.  | „The Ray” (Jones)                           | 3:59    |
|     |                                             |         |
| 9.  | „I Surrender Dear” (Barris, Clifford)       | 5:06    |
|     |                                             |         |
| 10. | „Hornful Soul” (Charles)                    | 5:30    |
|     |                                             |         |
| 11. | „Ain’t Misbehavin'” (Brooks, Razaf, Waller) | 5:41    |
|     |                                             |         |
| 12. | „Joy Ride” (Charles)                        | 4:39    |
|     |                                             |         |
| 13. | „Sweet Sixteen Bars” (Charles)              | 4:08    |
|     |                                             |         |
| 14. | „Doodlin'” (Silver)                         | 5:53    |
|     |                                             |         |
| 15. | „There’s No You” (Adair, Hopper)            | 4:47    |
|     |                                             |         |
| 16. | „Undecided” (Robins, Shavers)               | 3:42    |
|     |                                             |         |
| 17. | „My Melancholy Baby” (Burnett, Norton)      | 4:22    |
|     |                                             |         |
| 18. | „It’s Alright” (Charles)                    | 2:17    |
|     |                                             |         |
| 19. | „Ain’t That Love” (Charles)                 | 2:51    |
|     |                                             |         |
|     |                                             | 1:18:20 |
|     |                                             |         |
Dysk 3
| 1.  | „Rockhouse, Pts. 1 & 2" (Charles)                        | 3:52    |
|     |                                                          |         |
| 2.  | „Get on the Right Track Baby” (Turner)                   | 2:19    |
|     |                                                          |         |
| 3.  | „Swanee River Rock (Talkin’ 'Bout That River)” (Charles) | 2:17    |
|     |                                                          |         |
| 4.  | „That’s Enough” (Charles)                                | 2:46    |
|     |                                                          |         |
| 5.  | „Talkin’ 'Bout You” (Charles)                            | 2:49    |
|     |                                                          |         |
| 6.  | „What Kind of Man Are You” (Charles)                     | 2:50    |
|     |                                                          |         |
| 7.  | „I Want a Little Girl” (Mencher, Moll)                   | 2:56    |
|     |                                                          |         |
| 8.  | „How Long Blues” (Carr)                                  | 9:17    |
|     |                                                          |         |
| 9.  | „Cosmic Ray” (Charles)                                   | 5:24    |
|     |                                                          |         |
| 10. | „The Genius After Hours” (Charles)                       | 5:24    |
|     |                                                          |         |
| 11. | „Charlesville” (Charles)                                 | 4:56    |
|     |                                                          |         |
| 12. | „Bags of Blues” (Jackson)                                | 8:53    |
|     |                                                          |         |
| 13. | „'Deed I Do” (Hirsch, Rose)                              | 5:51    |
|     |                                                          |         |
| 14. | „Blue Funk” (Charles)                                    | 8:12    |
|     |                                                          |         |
| 15. | „Soul Brothers” (Jackson)                                | 9:33    |
|     |                                                          |         |
|     |                                                          | 1:17:19 |
|     |                                                          |         |
Dysk 4
| 1.  | „Bag’s Guitar Blues” (Jackson)                                     | 6:28    |
|     |                                                                    |         |
| 2.  | „Yes, Indeed!” (Oliver)                                            | 2:17    |
|     |                                                                    |         |
| 3.  | „I Had a Dream” (Charles, Harper)                                  | 2:54    |
|     |                                                                    |         |
| 4.  | „You Be My Baby” (Charles, Pomus, Shuman)                          | 2:30    |
|     |                                                                    |         |
| 5.  | „Tell All the World About You” (Charles)                           | 2:02    |
|     |                                                                    |         |
| 6.  | „My Bonnie” (Traditional)                                          | 2:50    |
|     |                                                                    |         |
| 7.  | „Soul Meeting” (Jackson)                                           | 6:05    |
|     |                                                                    |         |
| 8.  | „Hallelujah, I Love Her So” (Charles)                              | 5:31    |
|     |                                                                    |         |
| 9.  | „Blue Genius” (Charles)                                            | 6:42    |
|     |                                                                    |         |
| 10. | „X-Ray Blues” (Charles)                                            | 7:07    |
|     |                                                                    |         |
| 11. | „Love on My Mind” (Charles)                                        | 3:49    |
|     |                                                                    |         |
| 12. | „The Spirit-Feel” (na żywo) (Jackson)                              | 3:46    |
|     |                                                                    |         |
| 13. | „Blues Waltz” (na żywo) (Roach)                                    | 6:24    |
|     |                                                                    |         |
| 14. | „In a Little Spanish Town” (na żywo) (Lewis, Wayne, Young)         | 3:48    |
|     |                                                                    |         |
| 15. | „Sherry” (na żywo) (Crawford)                                      | 4:26    |
|     |                                                                    |         |
| 16. | „(Night Time Is) The Right Time” (na żywo) (Brown, Cadena, Herman) | 4:04    |
|     |                                                                    |         |
| 17. | „A Fool for You” (na żywo) (Charles)                               | 7:11    |
|     |                                                                    |         |
|     |                                                                    | 1:17:54 |
|     |                                                                    |         |
Dysk 5
| 1.  | „I Got a Woman” (na żywo) (Charles, Richard)                       | 6:19    |
|     |                                                                    |         |
| 2.  | „Talkin’ 'Bout You” (na żywo) (Charles)                            | 4:22    |
|     |                                                                    |         |
| 3.  | „Swanee River Rock (Talkin’ 'Bout That River)” (na żywo) (Charles) | 2:09    |
|     |                                                                    |         |
| 4.  | „Yes, Indeed!” (na żywo) (Oliver)                                  | 2:40    |
|     |                                                                    |         |
| 5.  | „Early in the Morning” (Glover)                                    | 2:48    |
|     |                                                                    |         |
| 6.  | „(Night Time Is) The Right Time” (Brown, Cadena, Herman)           | 3:26    |
|     |                                                                    |         |
| 7.  | „Carrying That Load” (wersja singlowa) (Pomus, Shuman)             | 2:16    |
|     |                                                                    |         |
| 8.  | „Carrying That Load” (wersja albumowa) (Pomus, Shuman)             | 2:24    |
|     |                                                                    |         |
| 9.  | „Tell Me How Do You Feel” (Charles, Mayfield)                      | 2:44    |
|     |                                                                    |         |
| 10. | „Fathead” (Newman)                                                 | 5:23    |
|     |                                                                    |         |
| 11. | „Tin Tin Deo” (Pozo)                                               | 5:22    |
|     |                                                                    |         |
| 12. | „Bill for Bennie” (Crawford)                                       | 4:17    |
|     |                                                                    |         |
| 13. | „Hard Times” (Mitchell)                                            | 4:43    |
|     |                                                                    |         |
| 14. | „Mean to Me” (Ahlert, Turk)                                        | 4:16    |
|     |                                                                    |         |
| 15. | „Sweet Eyes” (Crawford)                                            | 3:45    |
|     |                                                                    |         |
| 16. | „Weird Beard” (Crawford)                                           | 4:49    |
|     |                                                                    |         |
| 17. | „Willow Weep for Me” (Ronell)                                      | 4:59    |
|     |                                                                    |         |
| 18. | „Tell the Truth” (Pauling)                                         | 3:06    |
|     |                                                                    |         |
| 19. | „What’d I Say, Pts. 1 & 2” (wersja mono) (Charles)                 | 5:04    |
|     |                                                                    |         |
|     |                                                                    | 1:14:52 |
|     |                                                                    |         |
Dysk 6
| 1.  | „What’d I Say, Pts. 1 & 2" (wersja stereo) (Charles)               | 6:30    |
|     |                                                                    |         |
| 2.  | „Tell Me You’ll Wait for Me” (Brown, Moore)                        | 3:25    |
|     |                                                                    |         |
| 3.  | „Come Rain or Come Shine” (Arlen, Mercer)                          | 3:42    |
|     |                                                                    |         |
| 4.  | „Don’t Let the Sun Catch You Cryin'” (Greene)                      | 3:46    |
|     |                                                                    |         |
| 5.  | „Just for a Thrill” (Armstrong, Raye)                              | 3:26    |
|     |                                                                    |         |
| 6.  | „You Won’t Let Me Go” (Allen, Johnson)                             | 3:22    |
|     |                                                                    |         |
| 7.  | „Am I Blue” (Akst, Clarke)                                         | 3:41    |
|     |                                                                    |         |
| 8.  | „The Spirit-Feel” (na żywo) (Jackson)                              | 4:23    |
|     |                                                                    |         |
| 9.  | „Frenesi” (na żywo) (Dominguez)                                    | 5:04    |
|     |                                                                    |         |
| 10. | „Tell the Truth” (na żywo) (Pauling)                               | 3:35    |
|     |                                                                    |         |
| 11. | „Drown in My Own Tears” (na żywo) (Glover)                         | 6:24    |
|     |                                                                    |         |
| 12. | „(Night Time Is) The Right Time” (na żywo) (Brown, Cadena, Herman) | 4:05    |
|     |                                                                    |         |
| 13. | „What’d I Say” (na żywo) (Charles)                                 | 4:25    |
|     |                                                                    |         |
| 14. | „Let the Good Times Roll” (Moore, Theard)                          | 2:53    |
|     |                                                                    |         |
| 15. | „Alexander’s Ragtime Band” (Berlin)                                | 2:53    |
|     |                                                                    |         |
| 16. | „'Deed I Do” (Hirsch, Rose)                                        | 2:27    |
|     |                                                                    |         |
| 17. | „When Your Lover Has Gone” (Swan)                                  | 2:51    |
|     |                                                                    |         |
| 18. | „Two Years of Torture” (Mayfield, Morris)                          | 3:25    |
|     |                                                                    |         |
| 19. | „It Had to Be You” (Jones, Kahn)                                   | 2:45    |
|     |                                                                    |         |
| 20. | „I’m Movin’ On” (Snow)                                             | 2:22    |
|     |                                                                    |         |
| 21. | „I Believe to My Soul” (Charles)                                   | 2:59    |
|     |                                                                    |         |
|     |                                                                    | 1:18:23 |
|     |                                                                    |         |
Dysk 7
| 1.  | „Baby Let Me Hold Your Hand” (Charles)                   | 0:21    |
|     |                                                          |         |
| 2.  | „Unknown Title”                                          | 1:16    |
|     |                                                          |         |
| 3.  | Piano Improvisation & Dialog #1                          | 0:31    |
|     |                                                          |         |
| 4.  | „Losing Hand” & Dialog #1 (Calhoun)                      | 1:47    |
|     |                                                          |         |
| 5.  | „Little Rock Getaway” & Dialog (Sullivan)                | 1:16    |
|     |                                                          |         |
| 6.  | „Kentucky Waltz” (Monroe)                                | 1:23    |
|     |                                                          |         |
| 7.  | „Heartbreaker” (Nugetre)                                 | 2:13    |
|     |                                                          |         |
| 8.  | „Heartbreaker” & Dialog (Nugetre)                        | 1:13    |
|     |                                                          |         |
| 9.  | Piano Improvisation & Dialog #2                          | 0:42    |
|     |                                                          |         |
| 10. | „Heartbreaker” (Nugetre)                                 | 1:12    |
|     |                                                          |         |
| 11. | „Losing Hand” & Dialog #2 (Calhoun)                      | 1:20    |
|     |                                                          |         |
| 12. | „Losing Hand” & Dialog #3 (Calhoun)                      | 1:27    |
|     |                                                          |         |
| 13. | „Losing Hand” & Dialog #4 (Calhoun)                      | 4:55    |
|     |                                                          |         |
| 14. | „Heartbreaker” (Nugetre)                                 | 2:53    |
|     |                                                          |         |
| 15. | „It Should Have Been Me” & Dialog (Memphis, Curtis)      | 2:56    |
|     |                                                          |         |
| 16. | „Nobody Cares” (Charles)                                 | 3:57    |
|     |                                                          |         |
| 17. | Piano Improvisation & Dialog #3                          | 0:33    |
|     |                                                          |         |
| 18. | „Mess Around” (Ertegün, Stone)                           | 2:39    |
|     |                                                          |         |
| 19. | „Funny (But I Still Love You)” (Charles)                 | 3:17    |
|     |                                                          |         |
| 20. | „Sinner’s Prayer” (Fulson, Glenn)                        | 3:44    |
|     |                                                          |         |
| 21. | Piano Improvisation & Dialog 4                           | 1:01    |
|     |                                                          |         |
| 22. | „Low Society” & Dialog, No. 1 (Fulson, Glenn)            | 3:08    |
|     |                                                          |         |
| 23. | „Boogie Woogie (Basie, Rushing)                          | 1:56    |
|     |                                                          |         |
| 24. | „Low Society” & Dialog, No. 2 (Fulson, Glenn)            | 3:28    |
|     |                                                          |         |
| 25. | „Worried Life Blues” (Merriweather)                      | 3:01    |
|     |                                                          |         |
| 26. | „Come Back Baby” (Davis)                                 | 1:59    |
|     |                                                          |         |
| 27. | „Low Society” (Fulson)                                   | 2:56    |
|     |                                                          |         |
| 28. | „(Night Time Is) The Right Time” (Brown, Cadena, Herman) | 8:17    |
|     |                                                          |         |
| 29. | „Tell Me How Do You Feel” (Charles, Mayfield)            | 3:21    |
|     |                                                          |         |
| 30. | Dialog                                                   | 1:01    |
|     |                                                          |         |
|     |                                                          | 1:09:43 |
|     |                                                          |         |
Dysk 8 (DVD)
1. „Lil’ Darlin'” (na żywo) (Hefti)
2. „Blues Waltz” (na żywo) (Roach)
3. „Let the Good Times Roll” (na żywo) (Moore, Theard)
4. „Don’t Let the Sun Catch You Cryin'” (na żywo) (Greene)
5. „Sticks and Stones” (na żywo) (Glover, Turner)
6. „My Baby!” (I Love Her, Yes I Do) (na żywo) (Charles)
7. „Drown in My Own Tears” (na żywo) (Glover)
8. „What’d I Say” (na żywo) (Charles)
9. „I Believe to My Soul” (na żywo) (Charles)
10. Wywiad z Ahmetem Ertegünem